# Denno
Denno és un municipi italià, dins de la província de Trento. L'any 2007 tenia 1.182 habitants. Limita amb els municipis de Campodenno, Cunevo, Flavon, Nanno, Taio, Ton i Tuenno.

## Administració
| Període | Identitat      | Partit        |
| ------- | -------------- | ------------- |
| 2005-   | Fabrizio Inama | Llista cívica |